# Csáky László (1820–1891)
Gróf kőrösszeghi és adorjáni Csáky László (Bécs, 1820. december 21. – Budapest, 1891. január 20.) főrend, politikus, megyei hivatalnok, országgyűlési képviselő.

## Élete
1842-1846 között Trencsén vármegye tiszteletbeli al-, majd főjegyzője volt. Mint a főrendiház tagja 1843-1844-ben és 1847-1848-ban az ellenzék soraiban politizált. 1848-ban Szepes vármegye főispánja, majd Sáros vármegye királyi biztosa, később Szepes kormánybiztosa lett. A világosi fegyverletétel után halálra ítélték, emiatt emigrált. 1852-ben kegyelmet kapott és hazatért.
1861-ben és 1865-ben Trencsén vármegye várnai kerületének országgyűlési követe, majd 1867-1876 között Nyitra vármegye főispánja volt. 1876-tól haláláig képviselő, 1887-ben az országgyűlés alelnöke.